# Victor Karl Lindner
Victor Karl Lindner (* 21. Januar 1856 in Hirschberg in Schlesien; † 16. Oktober 1930 in Mannheim) war ein deutscher Architekt, der vornehmlich in Mannheim und Umgebung wirkte.

## Leben

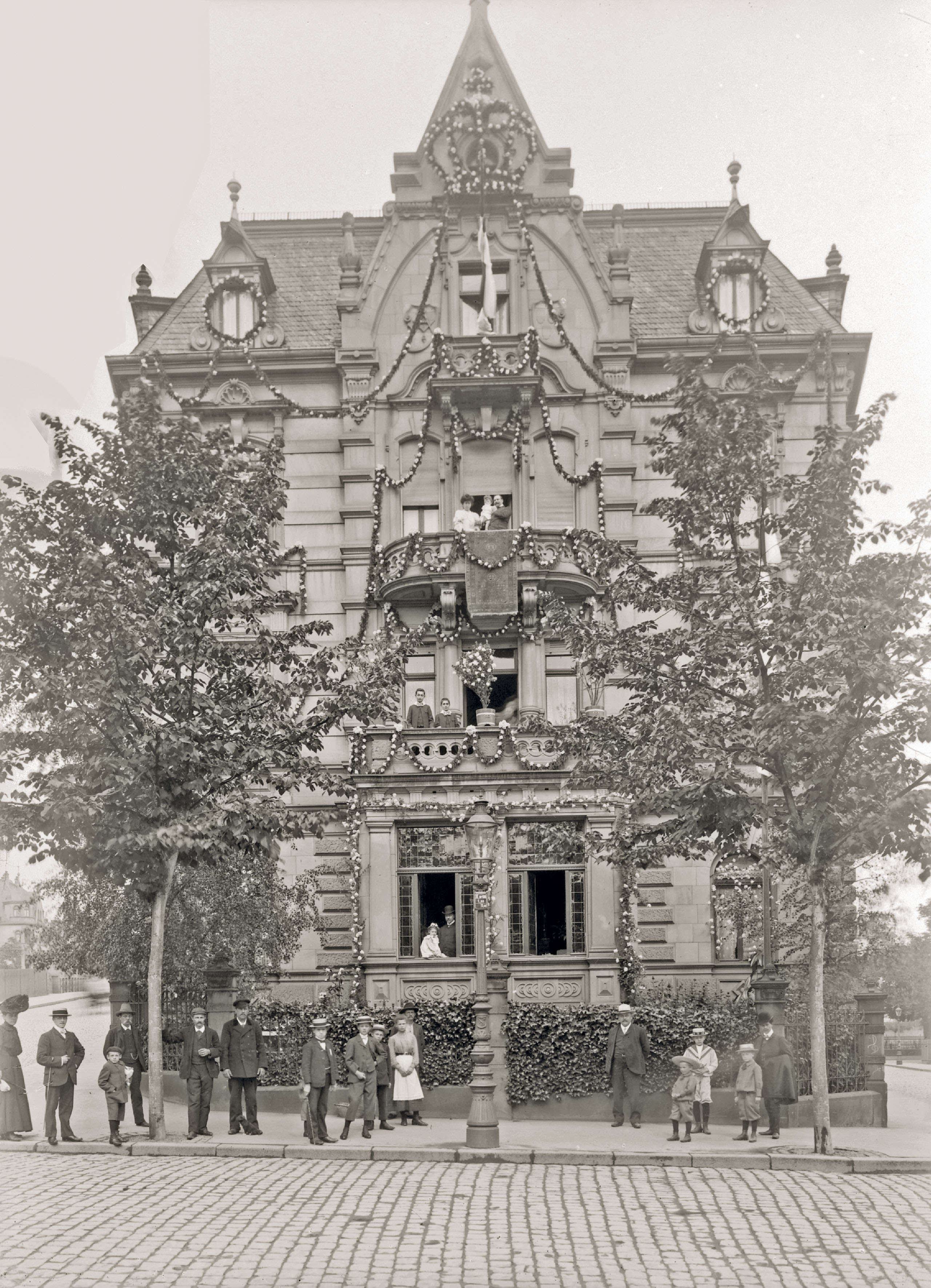
Kriemhildenstraße 7 in Worms, mit Dekoration zum Rosenfest

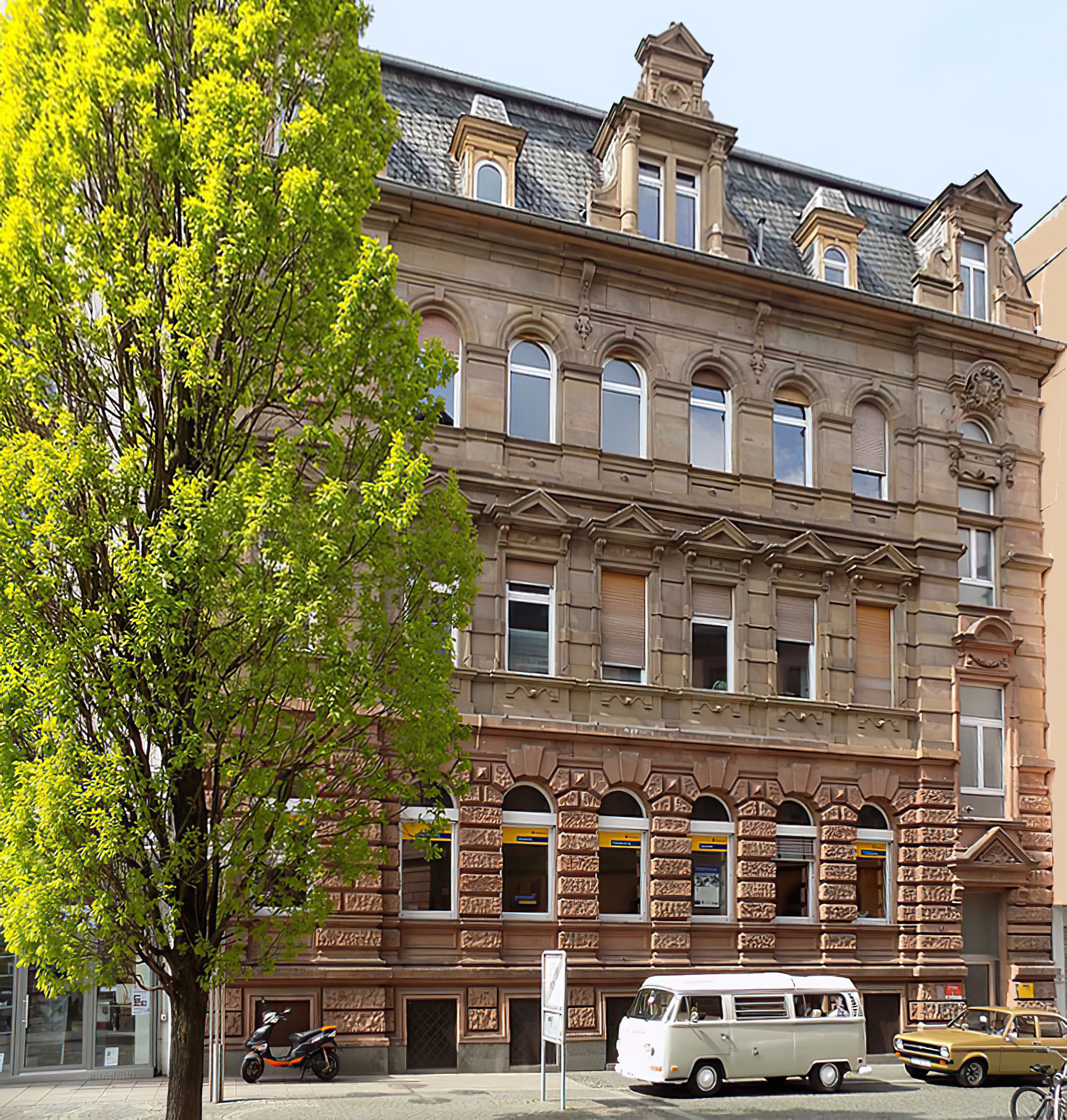
Ehemalige Filiale der Pfälzischen Bank in Worms

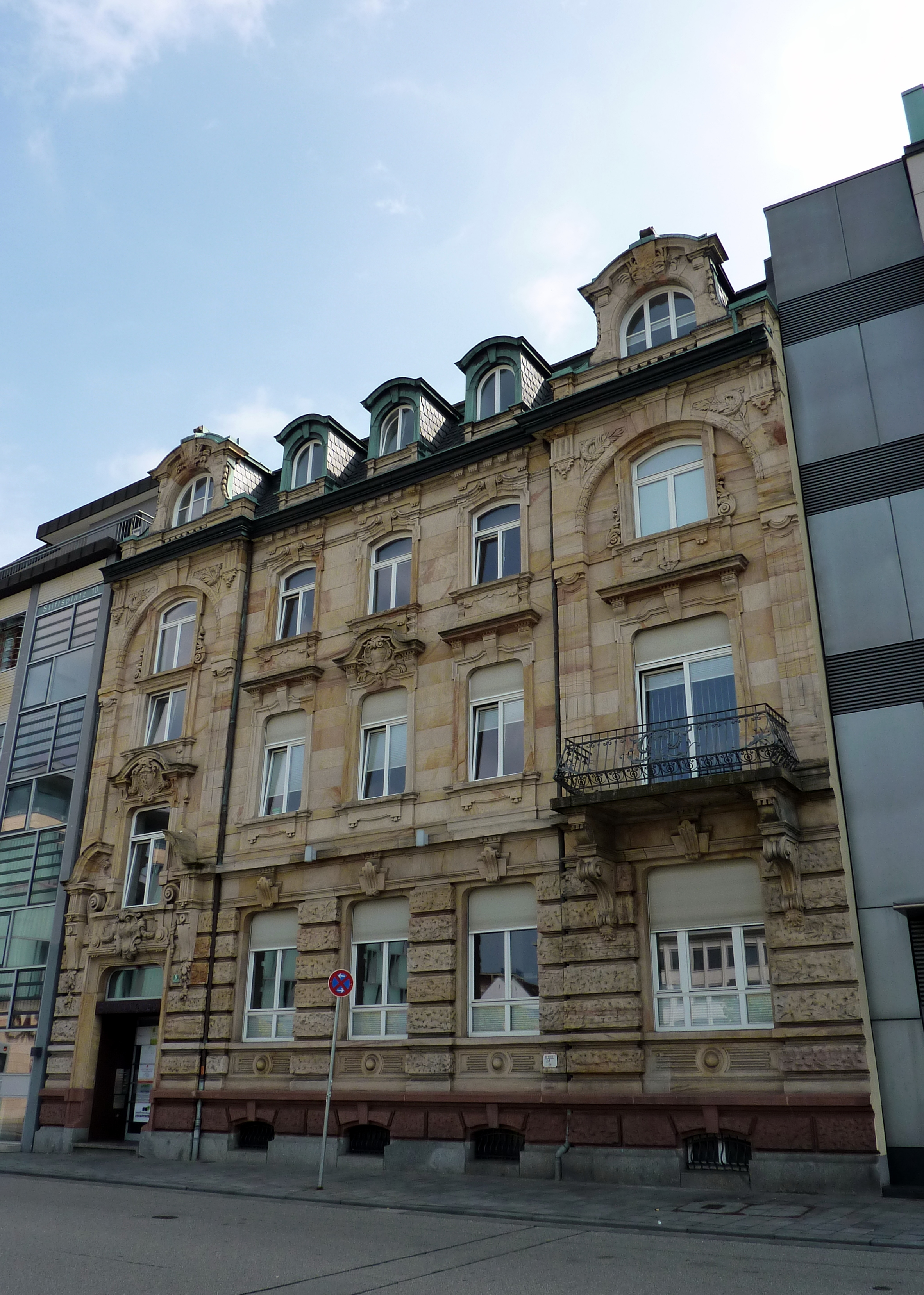
Ehemalige Filiale der Pfälzischen Bank in Kaiserslautern

Zur Ausbildung von Lindner ist wenig bekannt, er hatte – noch nicht selbstverständlich für Architekten des ausgehenden 19. Jahrhunderts – eine akademische Ausbildung. Im März 1884 oder kurz vorher zog er nach Mannheim, wo er dem Unterrheinischen Bezirk des Badischen Architecten- und Ingenieur-Verein beitrat und sich in den folgenden Jahren auch aktiv engagierte. Über viele Jahre war er Vorstandsmitglied. 1891 wurde er badischer Staatsbürger. Er blieb unverheiratet. Für die Publikation „Mannheim und seine Bauten“, die zur Jubiläumsausstellung „400 Jahre Mannheim“ (1907) erschien, schrieb er den Beitrag über die Wohnhäuser und Villen.

## Bauten
Ein komplettes Werkverzeichnis von Victor Lindner gibt es bislang nicht.
- 1893: Wohnhaus für Clemens Boller in Worms, Kriemhildenstraße 7 (im Stil der Neorenaissance; im Zweiten Weltkrieg zerstört)[4]
- 1906–1907: Wohnhaus für den Arzt Karl Riedl in Ludwigshafen, Friedrichstraße 7  (neobarock; unter Denkmalschutz)[5]
- Villa für die Witwe von Dr. Michel in Mannheim, Kaiserring 42/44 (mit außergewöhnlichen Wintergärten; im Zweiten Weltkrieg zerstört)[6]

Außerdem war Victor Karl Lindner der „Hausarchitekt“ der Pfälzischen Bank mit Hauptsitz in Ludwigshafen am Rhein, er plante und baute in dieser Eigenschaft:
- 1890: Filiale der Pfälzischen Bank in Worms (Monumentalbau im Stil der Neorenaissance; unter Denkmalschutz)[7][8]
- 1895?: Filiale der Pfälzischen Bank als Umbau des vormaligen Bankhauses von Lazarus Maas in Mannheim, E 3,16 (unter Denkmalschutz)[9][10]
- 1899 fertiggestellt: Umbau der Zentrale der Pfälzischen Bank in Ludwigshafen[11]
Das Gebäude war ursprünglich das Stadtpalais der Familie von Gienanth[12] und wurde im Zweiten Weltkrieg zerstört.
- 1907–1908: Filiale der Pfälzischen Bank in Kaiserslautern, Stiftsplatz 9 (mit vereinzelten Jugendstil-Motiven; unter Denkmalschutz)[13][14]

Außerdem beteiligte er sich gemeinsam mit dem Münchener Architekten W. Spannagel am Architekturwettbewerb für die städtische Festhalle Rosengarten in Mannheim, der Entwurf wurde mit dem 2. Preis prämiert. Nach 1900 war er an den Planungen einer Wagenhalle für die elektrische Straßenbahn in Mannheim beteiligt.